# Port de Fernandina (Floride)

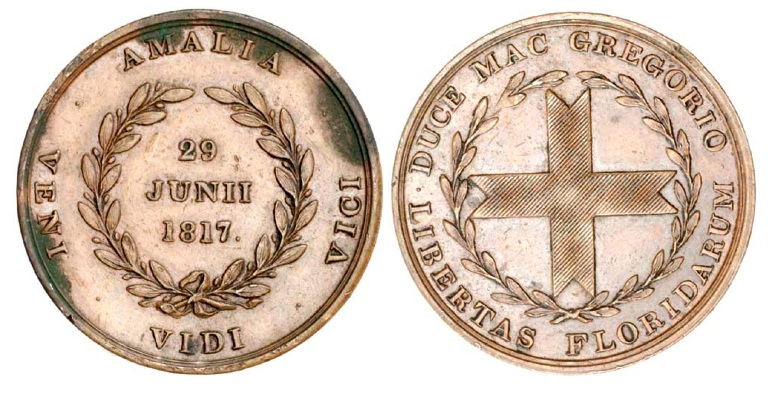
Médaille de l'île Amelia 1817

Le Port de Fernandina, utilisé pour les exportations d'acier, de machines, de pâte à papier, de pièces d'automobile, de produits chimiques, de boissons, matériaux de construction et produits alimentaires est situé sur la côte Atlantique de la Floride. Il offre des lignes de conteneurs vers la Colombie, le Venezuela, la République Dominicaine, Haïti, la Jamaïque, Aruba, Curaçao et les Bermudes.

## Histoire
Un port en eau profonde sur Amelia Island a été utilisé par les commerçants, pirates et négriers dès le début du XIXe siècle, non loin du Fort de San Carlos, construit par les Espagnols, et a joué un rôle dans la Guerre de 1812. 
Le 16 mars 1812, neuf canonnières américaines, sous le commandement du Commodore Hugh Campbell, ont formé une ligne dans le port et ont pointé leurs armes vers la ville espagnole,. Le Général Mathews, installé au "Point de Pierre" sur le fleuve Saint Marys en Géorgie, ordonna au Colonel Lodowick Ashley d'envoyer un drapeau à Don Justo Lopez, commandant du fort et d'Amelia Island, puis demande son extradition. Lopez se rendit. John H. McIntosh, George J. F. Clarke, Justo Lopez, et d'autres ont signé les articles de la capitulation; Le lendemain, un détachement de 250 soldats américains est arrivé depuis le "Point de Pierre" pour hisser le drapeau américain.
Le général Mathews et le président américain James Madison avaient conçu un plan pour annexer la l'Est de la Floride mais été obligé de renoncer, le Congrès s'étant inquiété d'une possibilité d'être entraînés dans la guerre avec l'Espagne. Le Secrétaire d'État James Monroe a été forcé de décharger Matthews de sa mmission. Les négociations pour le retrait des troupes américaines ont commencé au début de 1813. Le 6 mai, l'armée a abaissé le drapeau à Fernandina et traversé la Rivière sainte-Marie, à la Géorgie, avec le reste des troupes.
L'Espagne a pris possession de la redoute et repris le contrôle de l'île puis terminé la construction de la nouvelle forteresse de San Carlos, en 1816.